# سيدي مخلوف (تونس)
سيدي مخلوف إحدى مدن الجمهورية التونسية، تقع في ولاية مدنين.